# Notoreas ferox
Notoreas ferox là một loài bướm đêm trong họ Geometridae.